# Tomasz Grodzicki
Tomasz Kazimierz Grodzicki (ur. 16 marca 1959 w Krakowie) – polski lekarz, specjalista w zakresie chorób wewnętrznych, geriatrii i hipertensjologii, profesor nauk medycznych, w latach 2008–2016 dziekan Wydziału Lekarskiego Collegium Medicum Uniwersytetu Jagiellońskiego, w latach 2016–2024 prorektor Uniwersytetu Jagiellońskiego do spraw Collegium Medicum, członek korespondent Polskiej Akademii Nauk.

## Życiorys
W 1978 ukończył I Liceum Ogólnokształcące im. Bartłomieja Nowodworskiego w Krakowie, w 1984 studia medyczne na Wydziale Lekarskim Akademii Medycznej w Krakowie. Po studiach pozostał na macierzystej uczelni, włączonej w 1993 w struktury Uniwersytetu Jagiellońskiego jako Collegium Medicum. W 1987 uzyskał I stopień specjalizacji z chorób wewnętrznych, w 1990 II stopień specjalizacji z geriatrii. W 1994 otrzymał stopień doktora nauk medycznych na podstawie pracy Przerost lewej komory i jej czynność u młodszych i starszych pacjentów z nadciśnieniem tętniczym pierwotnym napisanej pod kierunkiem Józefa Kocemby, w 1999 stopień doktora habilitowanego na podstawie pracy Przerost lewej komory serca u osób w wieku podeszłym. W 2003 otrzymał tytuł profesora nauk medycznych.
Od 2001 jest kierownikiem Katedry Chorób Wewnętrznych i Gerontologii Wydziału Lekarskiego Collegium Medicum Uniwersytetu Jagiellońskiego oraz ordynatorem Oddziału Klinicznego Chorób Wewnętrznych Szpitala Uniwersyteckiego w Krakowie. W latach 2002–2014 był konsultantem krajowym w dziedzinie geriatrii a w latach 2006–2008 prezesem Zarządu Głównego Polskiego Towarzystwa Nadciśnienia Tętniczego. W latach 2013–2016 pełnił funkcję członka Rady ds. Polityki Senioralnej MPiPS oraz członka Rady Nadzorczej Zakładu Ubezpieczeń Społecznych.
W 2016 został członkiem korespondentem Polskiej Akademii Nauk.
W latach 2016–2024 pełnił funkcję prorektora UJ ds. Collegium Medicum.
Jest członkiem wielu organizacji naukowych i społecznych: Rady Naukowej przy Ministrze Zdrowia, Komitetu Nauk Klinicznych PAN, Komisji Medycznej PKOL, Zarządu Głównego Polskiego Towarzystwa Nadciśnienia Tętniczego, Radzie Naukowej Fundacji MATIO, European Academy for Medicine of Aging oraz Zarządu European Union Geriatic Medicine Society. Posiada tytuł European Specialist on Hypertension. W 2010 prezydent RP Lech Kaczyński powołał go na członka Narodowej Rady Rozwoju.
Jest przewodniczącym Polskiej Grupy Roboczej ds. Problemów Etycznych Końca Życia.
W 2019 został uhonorowany tytułem doktora honoris causa Uniwersytetu Medycznego im. Piastów Śląskich we Wrocławiu.
W 2023 otrzymał srebrny Medal „Plus ratio quam vis” przez UJ.